# Avenida Libertador General Bernardo O'Higgins
Pour les articles homonymes, voir Libertador et Alameda.
L'Avenida Libertador General Bernardo O'Higgins, également appelée Alameda, est l'avenue principale de Santiago du Chili. Elle mesure dix kilomètres, commence à la gare centrale (es) et se termine à la Plaza Baquedano à la limite avec la commune de Providencia.
Mais en réalité cette avenue change de nom à plusieurs reprises se nommant par la suite avenida 11 de Septiembre, avenida Providencia, Apoquindo, avenida las Condes, camino al Arrayan. La longueur totale avoisine ainsi les 30-40 kilomètres.
Le palais de La Moneda, la colline Santa Lucia, l'université du Chili, et l'université pontificale catholique du Chili se situent sur cette avenue. La ligne 1 du métro de Santiago parcourt toute cette avenue depuis Pajaritos jusqu'à Escuela Militar.